# Kara śmierci w Izraelu
Państwo Izrael powstałe w 1948 jest jednym z tych krajów, w których obowiązuje stan prawny zwany abolicją de facto i jedynym w regionie, który praktycznie zniósł i nie wykonuje wyroków śmierci.
Jedynym przestępstwem, za które można tam zostać skazanym na najwyższy wymiar kary, jest uczestnictwo w zbrodniach holocaustu w czasie II wojny światowej.
Tylko dwie osoby zostały stracone w historii nowożytnego Izraela. Pierwszą był Adolf Eichmann, były wysoki oficer SS, który nadzorował „ostateczne rozwiązanie kwestii żydowskiej” w tym okresie. Został skazany, po uprowadzeniu przez Mosad z ukrycia w Argentynie, 1960. Wyrok, przez powieszenie, wykonano 31 maja 1962. Kilku innych dawnych zbrodniarzy zostało skazanych na śmierć, ale wyroki zostały złagodzone. Drugą osobą był Meir Toubianski, izraelski żołnierz oskarżony o zdradę (pośmiertnie oczyszczony z zarzutów), który z wyroku sądu wojskowego został rozstrzelany 30 czerwca 1948 roku.
Prawo łaski przysługuje prezydentowi.
Obecnie kara śmierci nie jest praktykowana. W dużej mierze dlatego, iż zdecydowana większość dawnych zbrodniarzy nazistowskich nie żyje lub nie jest osiągalna. Ponadto społeczeństwo oraz elity polityczne są raczej jej niechętne. Obecnie religijne prawo żydowskie również jej nie zaleca.
Kara śmierci jest orzekana i wykonywana na terytorium Autonomii Palestyńskiej, poza jurysdykcją władz Izraela.